# 浦山站
浦山站（日语：／ Urayama eki */?）是隸屬於富山地方鐵道的鐵路車站，座落於富山縣黑部市，車站編號為T35，是黑部市地鐵車站較多人使用的車站，曾經為特急列車停車站，但自2015年2月26日新黑部站開業後，所有特急列車改為全通過不停靠，乘客主要為附近的長者為主，大部份時間為無人站，但不定時亦有非正式職員負責驗票及收取車票事宜。

## 車站構造

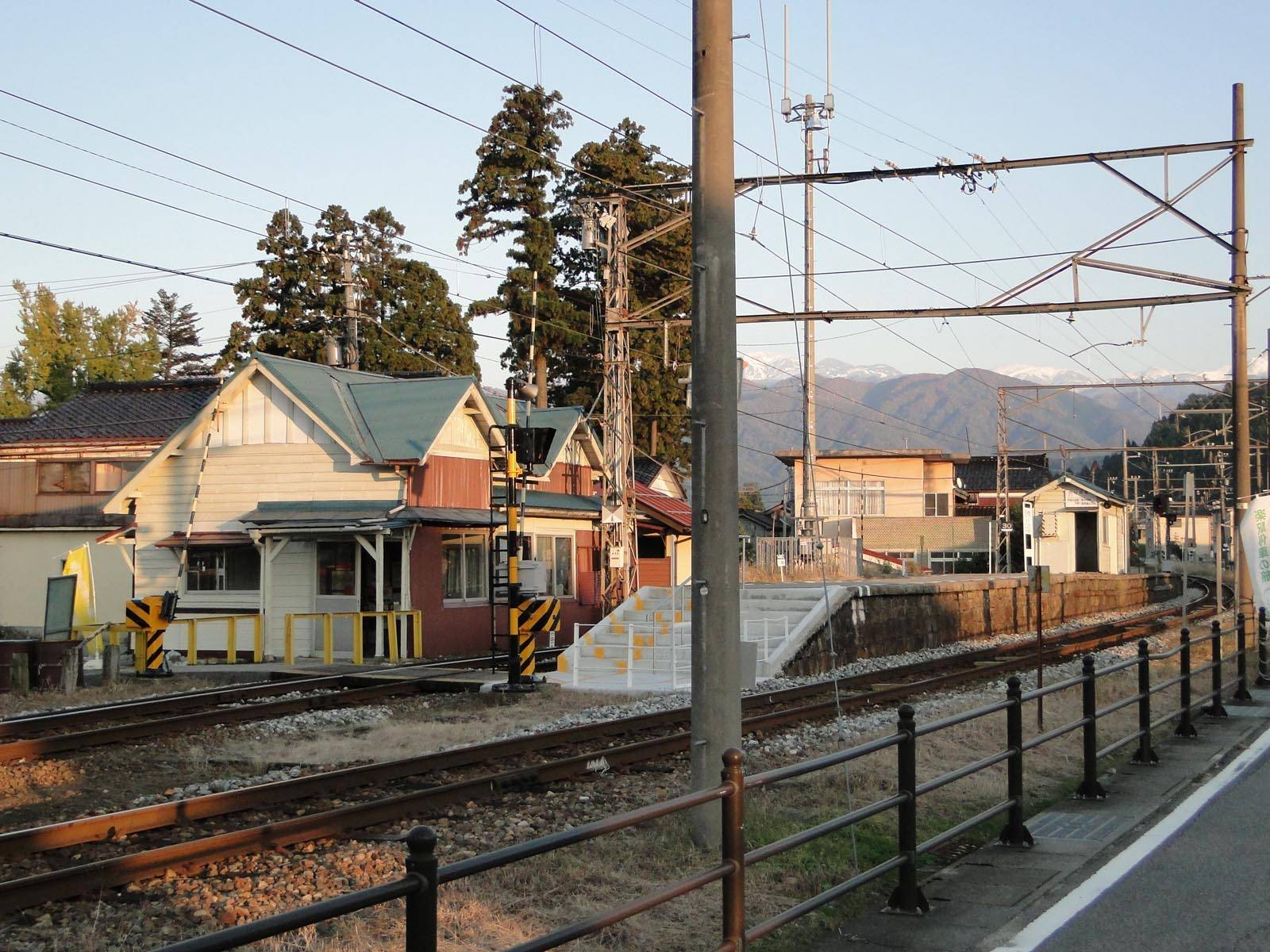
浦山站的站舍背面、側門閘口、平交道及上落月台用樓梯。（2010年11月）

### 站房
建有木製的小型單層站舍1座，由開業至今一直使用，2009年為車站外側翻塗油漆。進站後，前方為候車大堂及開放式閘口，當有人駐守時會坐在閘口負責驗票，左側為已圍封的原票務窗口及站務室，通過閘口後，沿右側的側門及通過，再通過平交道後便可進入月台範圍。

### 月台配置
設有島式月台1座，可提供1面2線的配置，其中遠離站舍的路軌是主軌道、靠近站舍的路軌為側軌，有效長度為3輛，不過，事實上是當1列3輛編成的列車靠站時，乘客上落用的車門均全能對應月台，但列車末端的乘務員室車門卻位處月台範圍外，因此當列車配有乘務員時，到站後相關車門便不會打開，乘務員只能從車窗伸出外觀察及給予訊號。
月台中央建有1座候車小屋，而車站出入口則設於末端向栃屋站方向，只提供樓梯上落。
雖然自新黑部站開業後，特急列車不再站靠本站，但當列車通過時，仍然會採用左側進站的方式，並慢駛通過月台，而非全以主軌道駛經。
| 月台     | 路線  | 方向 | 目的地               | 備註 |
| -------- | ----- | ---- | -------------------- | ---- |
| 靠近站舍 | ■本線 | 下行 | 宇奈月溫泉方向       |      |
| 遠離站舍 | ■本線 | 上行 | 新魚津、電鐵富山方向 |      |

## 歷史
- 1922年11月5日：黑部鐵道三日市站～下立站開業，設站[3]
- 1943年：

- 1月1日：富山縣內各鐵道路線全部統一由富山電氣鐵道統一管理，路線改稱黑部線。
- 11月11日：電壓由600V提升至1500V，並開始直通至電鐵富山站。

- 2015年2月26日：隨新黑部站開業，所有特急列車不再停靠本站。
- 2019年3月16日：增設車站編號[4]。
- 2021年4月1日：隨時間表改正，增設由本站始發的上行普通列車。

## 利用人數
| 乗車人員推算 | 乗車人員推算 | 乗車人員推算 | 乗車人員推算 | 乗車人員推算 | 乗車人員推算 | 乗車人員推算 | 乗車人員推算 |
| 年度         | 1日平均人數  | 年度         | 1日平均人數  | 年度         | 1日平均人數  | 年度         | 1日平均人數  |
| ------------ | ------------ | ------------ | ------------ | ------------ | ------------ | ------------ | ------------ |
| 1973         | 951          | 1991         | 586          | 2001         | 260          | 2011         | 251          |
| 1975         | 1,114        | 1992         | 555          | 2002         | 266          | 2012         | 254          |
| 1977         | 1,076        | 1993         | 529          | 2003         | 247          | 2013         | 254          |
| 1979         | 945          | 1994         | 489          | 2004         | 243          | 2014         | 247          |
| 1981         | 925          | 1995         | 421          | 2005         | 255          |              |              |
| 1983         | 828          | 1996         | 408          | 2006         | 262          |              |              |
| 1985         | 760          | 1997         | 351          | 2007         | 260          |              |              |
| 1987         | 668          | 1998         | 319          | 2008         | 256          |              |              |
| 1989         | 610          | 1999         | 288          | 2009         | 246          |              |              |
| 1990         | ---          | 2000         | 271          | 2010         | 252          |              |              |

## 相鄰車站
富山地方鐵道
■本線
特急「宇奈月」、「黑部」、「阿爾卑斯」
通過
急行、快速急行、普通
栃屋（T34）－浦山（T35）－下立口（T36）

## 外部連結
- 富山地方鐵道 浦山站 （页面存档备份，存于）（日語）